# Hypothyris semifulva
Espèce
Hypothyris semifulva est une espèce d'insectes lépidoptères de la famille des Nymphalidae, de la sous-famille des Danainae et du genre Hypothyris.

## Dénomination
Hypothyris semifulva a été décrit par Osbert Salvin en 1869 sous le nom initial d’Ithomia semifulva.

### Sous-espèces
- Hypothyris semifulva semifulva ; présent en Équateur.
- Hypothyris semifulva angelina (Haensch, 1905) ; présent en Équateuret au Pérou.
- Hypothyris semifulva dalmeidai Fox & Real, 1971 ; présent au Brésil.
- Hypothyris semifulva fulminans (Butler, 1873) ; présent en Colombie.
- Hypothyris semifulva meteroides Fox, 1971 ; présent au Pérou.
- Hypothyris semifulva pallisteri Fox & Real, 1971 ; présent au Pérou.
- Hypothyris semifulva putumayoensis Fox & Real, 1971 ; présent en Colombie
- Hypothyris semifulva satura (Haensch, 1903) ; présent en Équateur.
- Hypothyris semifulva soror (Srnka, 1885) ; présent au Pérou.
- Hypothyris semifulva virgilini (Riley, 1919) ; présent au Brésil.
- Hypothyris semifulva ssp ; présent en Équateur.
- Hypothyris semifulva ssp ; présent au Pérou[1].

## Description
Hypothyris  semifulva est un papillon à corps fin, dune envergure de 60 mm à 65 mm, aux ailes à apex arrondi et aux ailes antérieures à bord interne concave. Les ailes antérieures sont orange à base et apex marron et les limites des couleurs sont dentelées.  Les ailes postérieures sont marron avec l'apex orange.
Le revers est semblable.

## Écologie et distribution
Hypothyris  semifulva est présent en Colombie, en Équateur, au Pérou et au Brésil.

### Protection
Pas de statut de protection particulier.